# Phrontis
Phrontis is een geslacht van weekdieren uit de klasse van de Gastropoda (slakken).

## Soorten
- Phrontis alba (Say, 1826)
- Phrontis antillarum (d'Orbigny, 1847)
- Phrontis candei (A. d'Orbigny, 1847)
- Phrontis candidissima (C. B. Adams, 1845)
- Phrontis complanata (Powys, 1835)
- Phrontis hotessieriana (d'Orbigny, 1842)
- Phrontis karinae (Nowell-Usticke, 1971)
- Phrontis luteostoma (Broderip & G. B. Sowerby I, 1829)
- Phrontis nassiformis (Lesson, 1842)
- Phrontis pagoda (Reeve, 1844)
- Phrontis polygonata (Lamarck, 1822)
- Phrontis rocas Simone & Abbate, 2024
- Phrontis tiarula (Kiener, 1841)
- Phrontis versicolor (C. B. Adams, 1852)
- Phrontis vibex (Say, 1822)

Niet geaccepteerde soorten:
- Phrontis compacta (Angas, 1865) → Reticunassa compacta (Angas, 1865)
- Phrontis crassus (R. A. Philippi, 1849) → Nassarius semisulcatus (Hombron & Jacquinot, 1848)
- Phrontis nodicostata (A. Adams, 1852) → Nassarius nodicostatus (A. Adams, 1852)
- Phrontis obockensis Jousseaume, 1888 → Nassarius deshayesianus (Issel, 1865)